# Ягю Синкагэ-рю
Ягю Синкагэ-рю (яп. 柳生新陰流, «новая теневая школа Ягю») — древняя школа кэндзюцу, классическое японское боевое искусство (корю), основанное приблизительно в 1568 году одним из наиболее значимых учеников Камиидзуми Нобуцуна Ягю Мунэтоси на основе знаний школы Синкагэ-рю. На сегодняшний день Ягю Синкагэ-рю остаётся одной из самых известных школ японского фехтования.

## История
Школа Ягю Синкагэ-рю ведёт свои корни от стиля Синкагэ-рю, созданного знаменитым фехтовальщиком Камиидзуми Нобуцуна.
На момент основания школы Синкагэ-рю мастером Камиидзуми Нобуцуна, превосходство стиля определялось посредством поединков. Основные боевые стойки были различны, но в большинстве своём были очень низкими (в интересах защиты тела). Идея победы любой ценой глубоко укоренилась в школах того времени. Камиидзуми Нобуцуна, создавая собственный стиль фехтования, изменились основные стойки, немного приподняв положение тела. Кроме того, он изменил сам способ удержания меча. Даже само оружие было изменено: в период популярности меча длиною в 2 метра, Нобуцуна отдал предпочтение укороченному клинку. И, что является самой главной его заслугой, он усовершенствовал методы обучения фехтованию, сделав изучение и практику «Пути Меча» гораздо легче. До него техники ударов мечом отрабатывались либо при помощи жесткого бокэна, либо с использованием не заточенного металлического меча, что могло привести к различным травмам. Именно основателю Синкагэ-рю приписывается создание фукуро-синая — бамбукового меча, обтянутого кожей, применяемого с целью полноценных отработок техник кэндзюцу без причинения серьёзных телесных повреждений.
Камиидзуми Нобуцуна, будучи великолепным фехтовальщиком и воином, чувствал изменения в способах ведения войны того времени, и поэтому постоянно переосмысливал собственные наработки и техники. По этой причине он выступал за использование легкой брони во время тренировок, понимая значимость скорости и мобильности.
Во время поездки в Киото в конце 1563 года, Камиидзуми встретил Ягю Мунэтоси в деревне Ягю (недалеко от города Нара), где и оставался на протяжении полугода, прежде чем перебраться в столицу в 1564 году. Во время одной из поездок Камиидзуми продемонстрировал техники Синкагэ-рю 13-му сёгуну Асикага Ёситэру, который остался очень доволен и даже подписал «сертификат о восхищении» (дата подписания неизвестна), говоря, что школе Камиидзуми нет равных на земле. Это событие привело к тому, что Нобуцуна, передвигаясь по Киото, обучал знаниям Синкагэ-рю различных придворных и членов знати сёгуната Асикага.
Камиидзуми собрал большое количество последователей вокруг себя. Один источник утверждает, что во время поездки в Киото в 1564 году с ним путешествовало 84-е ученика, а в следующем году уже сам Нобуцуна утверждает в своём сертификате Мунэтоси, что у него около сотни учеников. Среди его самых знаменитых учеников находился Ягю Мунэтоси, которому он и передал свою школу в 1565 году (у Камиидзуми не было детей).
Ягю Мунэтоси, который был известным мастером еще до знакомства со своим учителем, основал линию Ягю Синкагэ-рю приблизительно в 1568 году. Он развивал техники муто (использование голых рук против меча) и именно Мунэтоси приложил имя своей семьи (Ягю) к названию школы своего учителя.
Сын Мунэтоси, Ягю Мунэнори (1571—1646), став вторым наследником школы, усовершенствовал техники муто, а также разработал методы иайдзюцу. Он стал основателем Эдо линии школы Ягю Синкагэ-рю.
После смерти Ягю Мунэтоси в 1606 году школа разделилась на две части. Его внук, Ягю Тоситоси, взял на себя руководством филиалом Овари, в то время как Мунэнори стал главой филиала Эдо.
5-й сокэ школы, Ягю Тосиканэ, служил сёгунату Токугава в качестве инструктора по Хэйхо («стратегии войны / боя»), благодаря чему школа Ягю Синкагэ-рю стала хорошо известна на всю страну. Он стал тем, кто кодифицировал техники Ягю Синкагэ-рю в её традиционной форме. Он указал все основные методы (кихон-вадза) школы в документе, известном как Хассэй-хо или Сэй-хо. Еще до появления современного кэндо, он создал форму свободных боёв с использованием синай.
Такэнага Хаято, основатель Ягю Синган-рю, обучался у Ягю Мунэнори и получил от него гокуй Ягю Синкагэ-рю.
Каждая школа японского фехтования с большим трудом выживала во время и после реставрации Мэйдзи (1868). Филиал Ягю Овари продолжал свою деятельность ценой огромных усилий. Девятнадцатый глава школы, Ягю Тоситика, преподавал Ягю Синкагэ-рю в Сайнэйкан Додзё императорского двора по требованию самого Императора Мэйдзи, желавшего сохранить традиции Ягю Синкагэ-рю.
20-й хранитель традиций, Ягю Тосинага, основал Ягю Синкагэ-рю в Токио. Он прилагал усилия к тому, чтобы и дальше распространять знания школы. Тосинага работал инструктором офицеров Имперской Гвардии, а также проводил семинары в Дай Ниппон Бутокукай. Во время Второй Мировой войны семейный додзё, который существовал в Нагоя с Период Эдо, сгорел. Это сделал крайне трудным продолжение деятельности школы Ягю Синкагэ-рю в Нагоя. В 1955 году Тосинага открыл Токио Ягюкай с целью восстановить распространение традиций Ягю Синкагэ-рю. Он написал «Сёдэн Синкагэ-рю» («Истинная передача Синкагэ рю»), где чётко изложил историю и традиции школы Ягю Синкагэ-рю.
21-й глава школы, Нобухару, взял на себя руководство Ягюкай в 1966 году. Он занимался преподавательской деятельностью и читал лекции в филиалах Ягю-кай в Токио, Нагоя и Осака вплоть до своей смерти в 2007 году. На его место в качестве наследника школы в том же году встал Ягю Коити Тосинобу, который и управляет организацией на сегодняшний день.

## Генеалогия
Семья Ягю разделяется на две ветви: Эдо Ягю и Овари Ягю.
Основная линия передачи знаний школы выглядит следующим образом:
1. Камиидзуми Нобуцуна, основатель Синкагэ-рю.
2. Ягю Тадзима-но-ками Тайра Мунэтоси, основатель Ягю Синкагэ-рю, получил передачу в 1566 году;
3. Ягю Хёгоносэку Тайра Тоситоси;
4. Овари Гондайнагон Минамото Ёсинао;
5. Ягю Хёго Тайра Тосиканэ;
6. Овари Гондайнагон Минамото Мицутомо;
7. Овари Гонтюнагон Минамото Цунанобу;
8. Ягю Хёго Тайра Тосинобу;
9. Овари Гонтюнагон Минамото Ёсимити;
10. Ягю Рокуробэ Тайра Тоситомо;
11. Ягю Хёсукэ Тайра Тосихару;
12. Овари Сайсётюдзо Минамото Харуюки;
13. Ягю Матаэмон Тайра Тосиюки;
14. Ягю Хёсукэ Тайра Тосихиса;
15. Овари Гондайнагон Минамото Наритомо;
16. Ягю Синроку Тайра Тосимаса;
17. Ягю Тюдзиро Тайра Тосисигэ;
18. Овари Гондайнагон Минамото Ёсикуми;
19. Ягю Сангоро Тайра Тоситика;
20. Ягю Киндзи Тайра Тосинага;
21. Ягю Нобухару Тайра Тосимити;
22. Ягю Коити Тайра Тосинобу, стал сокэ в 2006 году.

Линия Эдо:
1. Ягю Тадзима-но-ками Тайра Мунэнори;
2. Ягю Дзюбэй Тайра Мицуёси;
3. Ягю Хида-но-ками Тайра Мунэфую;
4. Ягю Цусима-но-ками Тайра Мунэари;
5. Ягю Бидзэн-но-ками Тайра Тосиката;
6. Ягю Тадзима-но-ками Тайра Тосихира;
7. Ягю Тадзима-но-ками Тайра Тосиминэ;
8. Ягю Ното-но-ками Тайра Тосинори;
9. Ягю Хида-но-ками Тайра Тоситоё;
10. Ягю Тадзима-но-ками Тайра Тосикира;
11. Ягю Хида-но-ками Тайра Тосиёси;
12. Ягю Цусима-но-ками Тайра Тосимунэ;
13. Ягю Тадзима-но-ками Тайра Тосимасу;
14. Ягю Тосихиса;
15. Яманэ Мунэитиро и Сайто Дзидзабуро;
16. Отани Гэнсю;
17. Соно Сэйго.

Помимо вышеперечисленных линий существуют отдельные ветви Ягю Синкагэ-рю, такие как:
Линия Аракидо:
1. Оцуба Сино, ученик Ягю Тоситика и Тосинага;
2. Муто Масао;
3. Кадзицука Ясуси.

Сюнпукан:
1. Канбэ Кинсити, ученик Ягю Тоситика;
2. Като Исао;
3. Канг Сёгиро кэн.

Когэнсякай:
1. Ягю Кэнтаро, ученик Ягю Нобухару;
2. Дэвид Алонсо, ученик Ягю Нобухару;
3. Такакадзу Мацумото;
4. Кэнитиро Мацумото.

Маробасикай:
1. Ватанабэ Тадатоси, ученик Ягю Тоситика и Тосинага;
2. Ватанабэ Тадасигэ.